# Oskorušno
Oskorušno je vesnice v opčině Orebić v Chorvatsku, v Dubrovnicko-neretvanské župě. V roce 2001 zde žilo 126 obyvatel v 43 domech.

## Poloha
Vesnice se nachází ve vnitrozemí centrální části poloostrova Pelješac v nadmořské výšce 325 metrů, 10 km severozápadně od Janjiny. Obyvatelé se věnují především vinařství, zemědělství, chovu hospodářských zvířat a agroturistice.

## Pamětihodnosti
- Kaple sv. Kateřiny, goticko-renesanční, rozšířená v 17. století
- Kaple sv. Mikuláše z 16. století
- Kaple nejsv. Trojice ze 17. století

## Sport
V obci působí fotbalový klub NK Oskorušno.

## Galerie

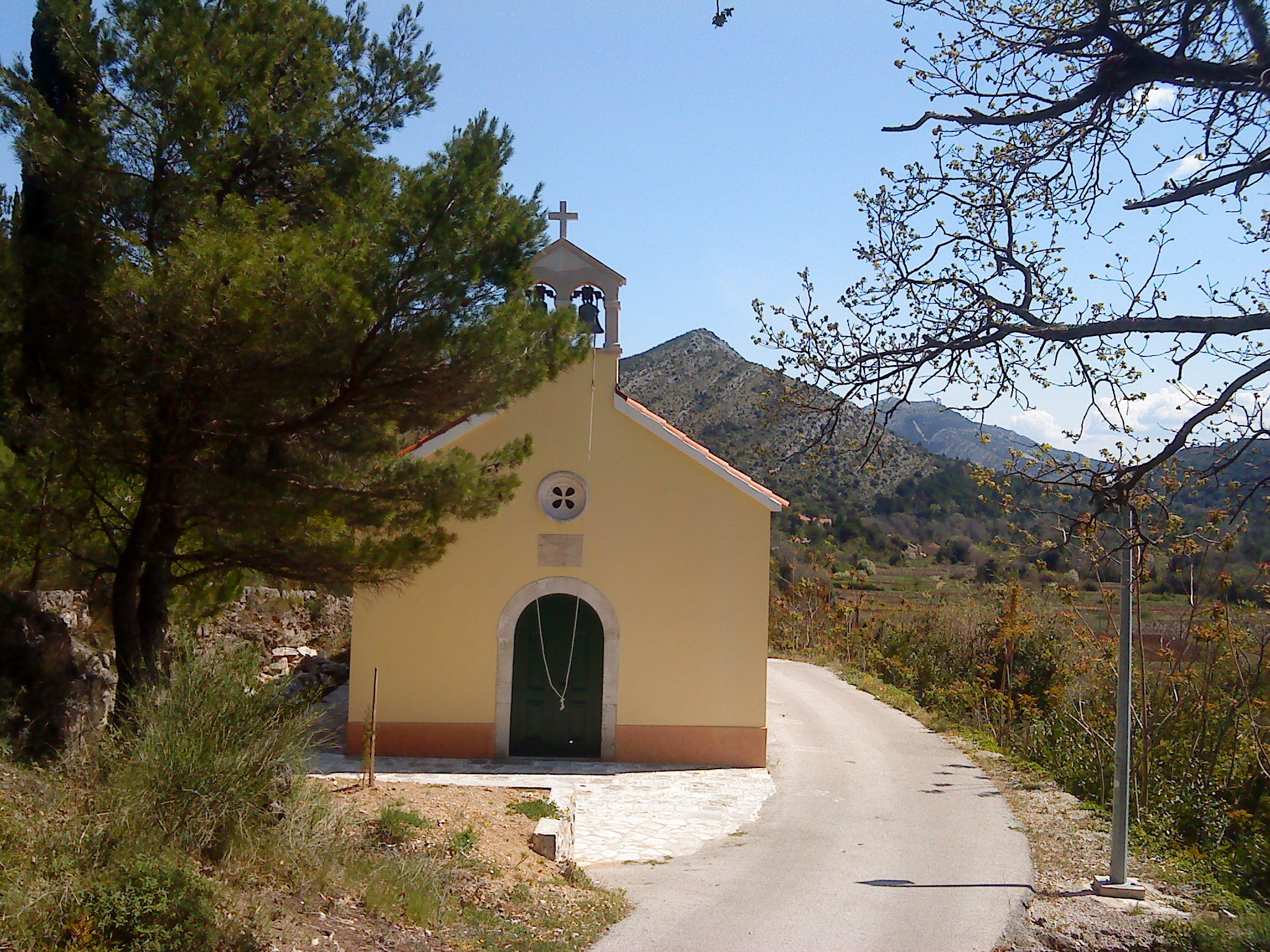
Kaple sv. Kateřiny
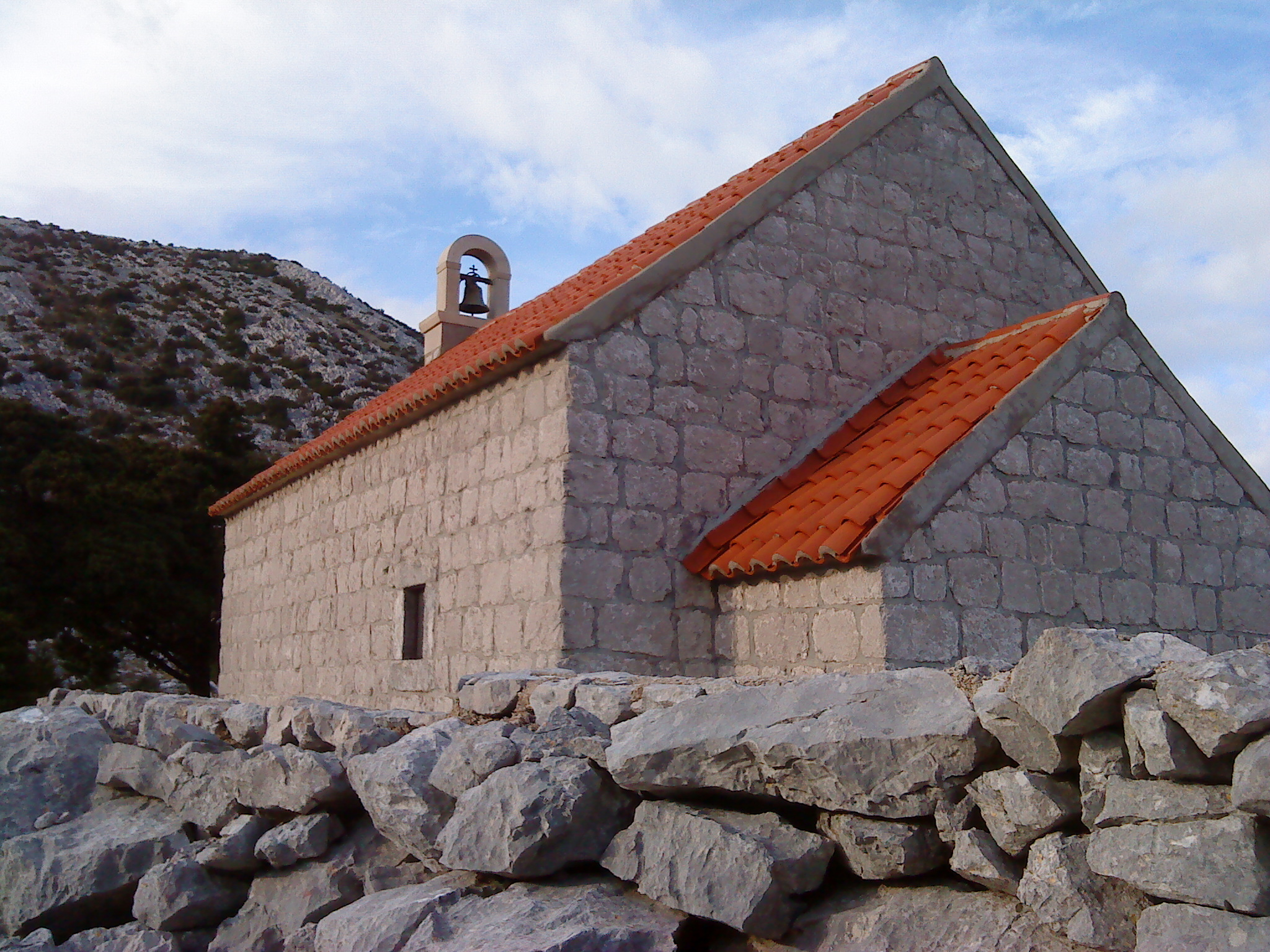
Kaple sv. Mikuláše
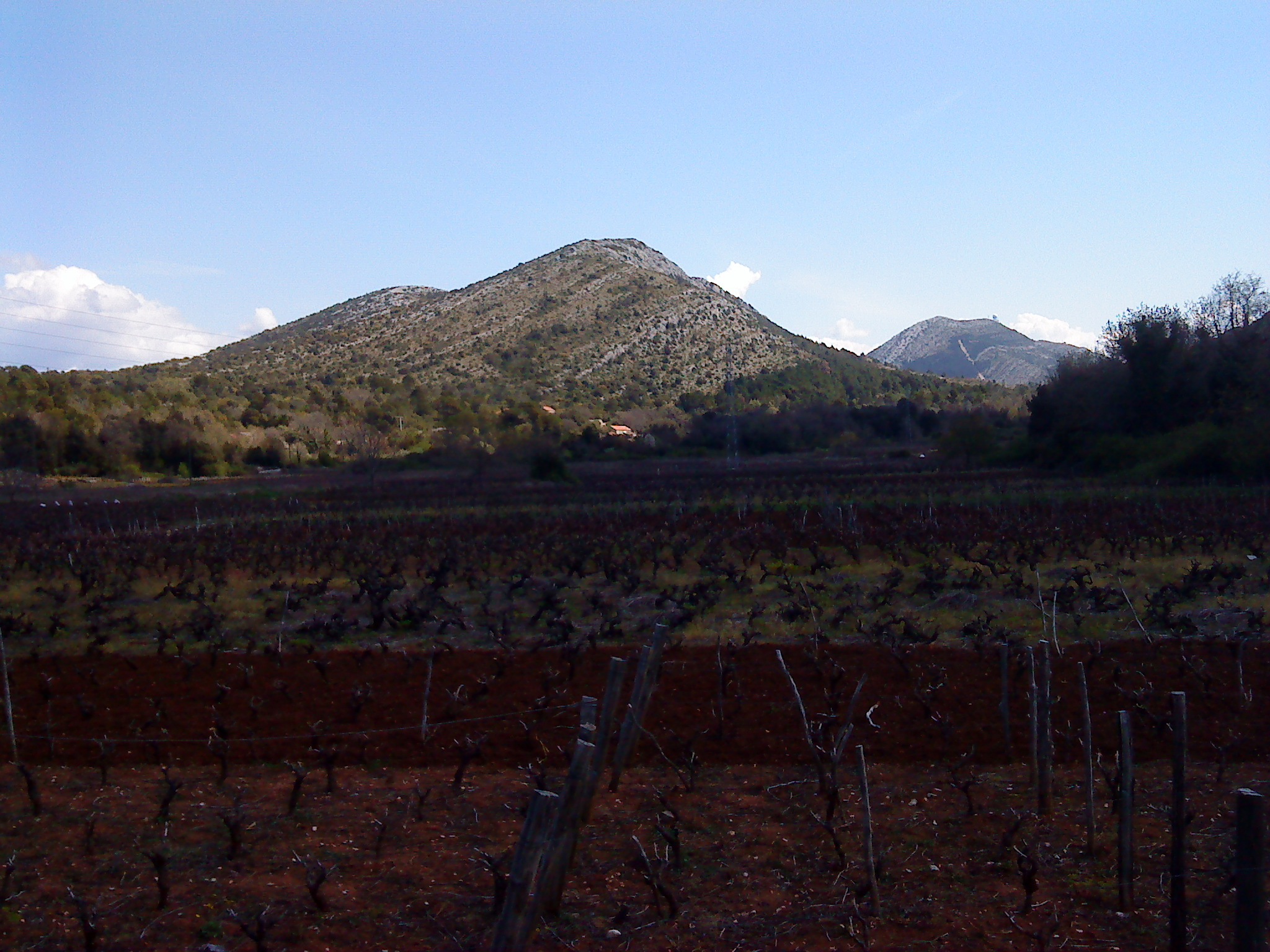
Vinice
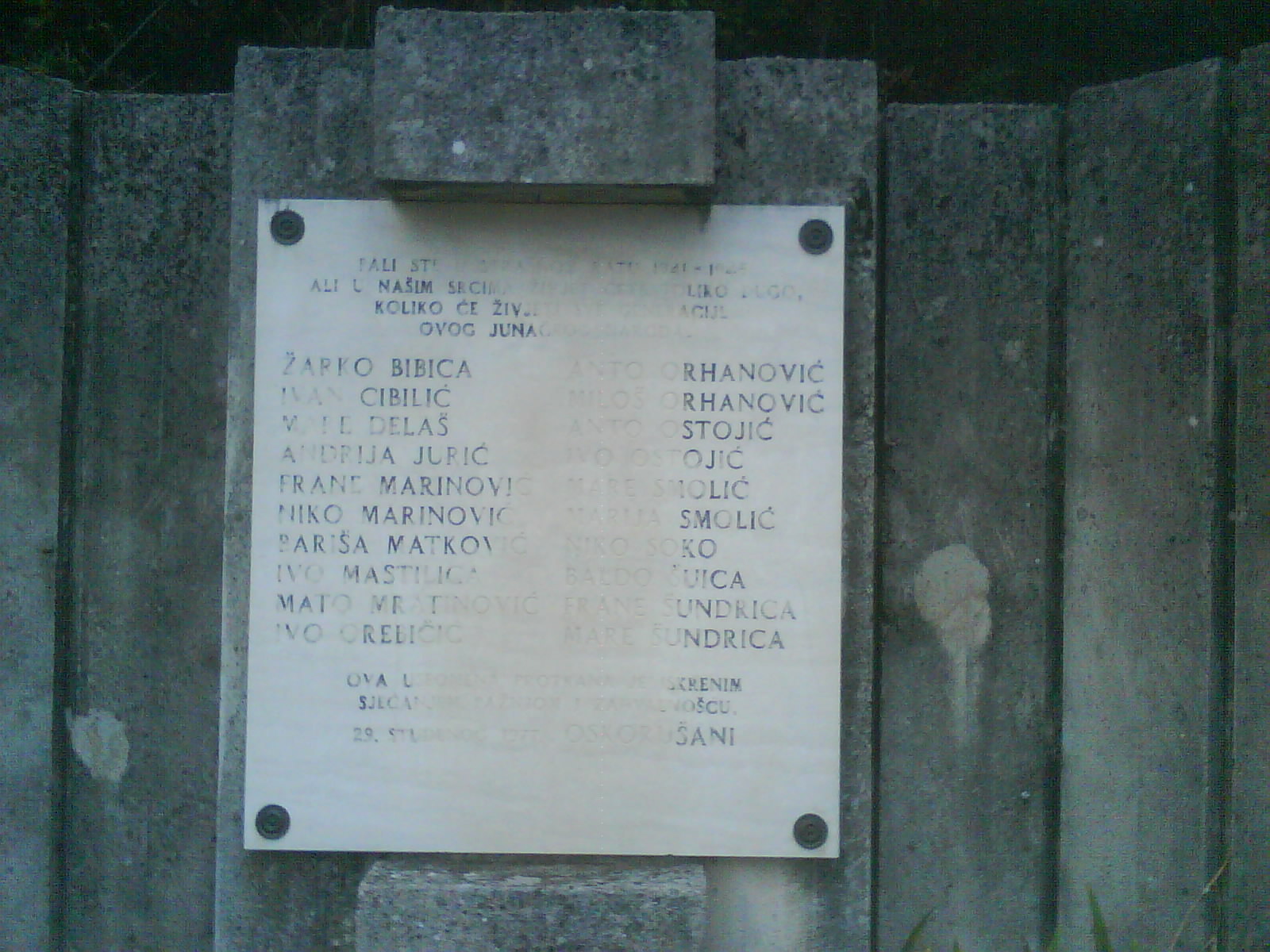
Partyzánský památník
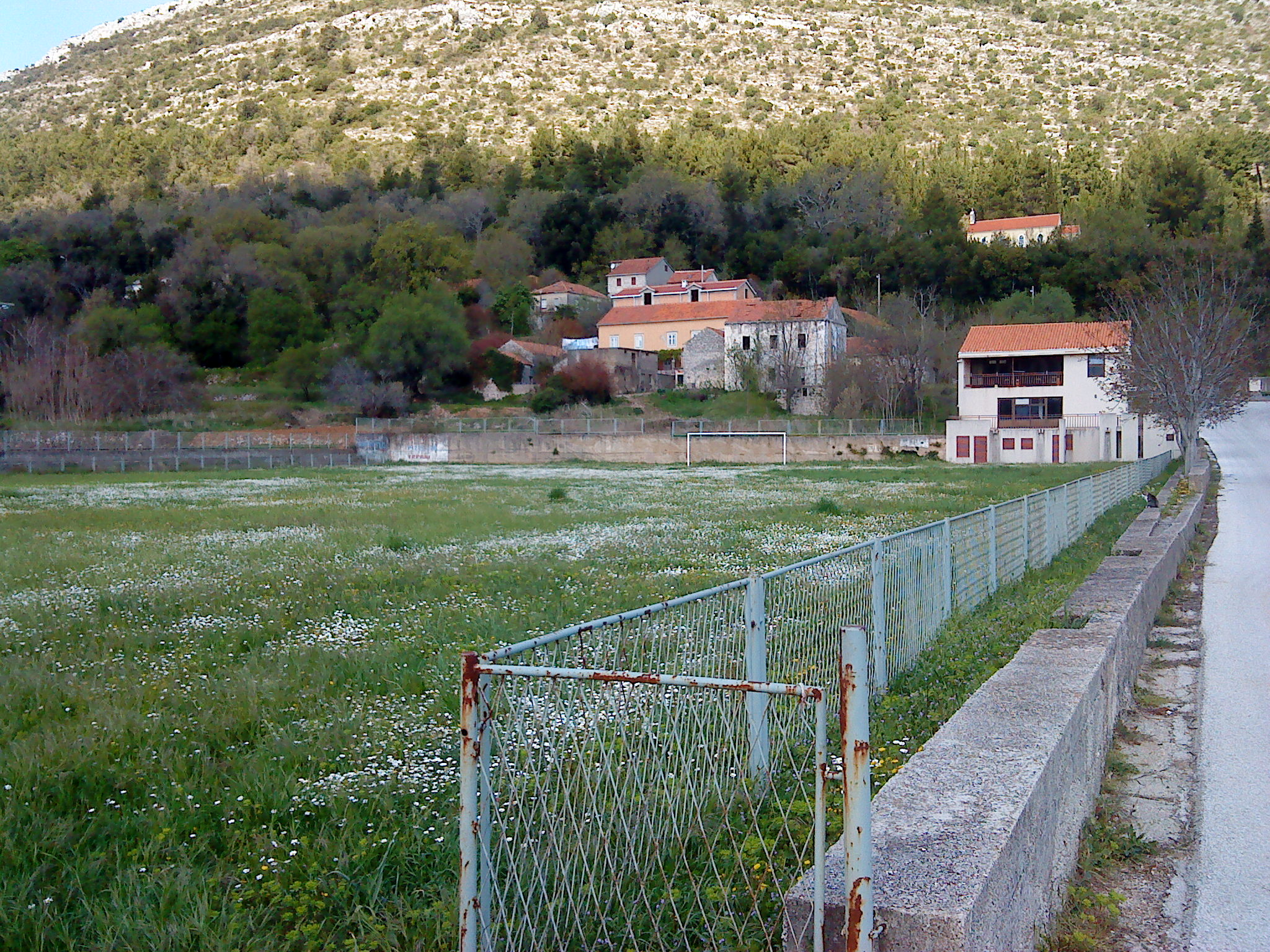
Fotbalové hřiště NK Oskorušno